# Benvenuti in amore
Benvenuti in amore è un film del 2008 scritto, diretto ed interpretato da Michele Coppini.

## Curiosità
- Il film è stato presentato in anteprima nazionale il 4 novembre 2008 al Festival 50 giorni di cinema internazionale a Firenze
- Distribuito da Cecchi Gori Home Video il film è stato girato in HD con soli 35 000 euro circa.
- Il film segna anche il ritorno dopo quasi 20 anni lontano dalla macchina da presa del comico Gigi Sammarchi (ex del duo Gigi e Andrea).